# Валуиджи
Валуиджи (яп. ワルイージ Варуи:дзи, англ. Waluigi) — персонаж видеоигр серии Mario. Впервые появляется в игре Mario Tennis. Антипод Луиджи (равно как и Варио для Марио). Связь Варио и Валуиджи остаётся неясной. Nintendo of America изначально определила Валуиджи как младшего брата Варио. В «Wario's Warehouse» в разделе, написанном от лица Варио, Валуиджи был дважды назван его братом в статьях о Metroid Prime и New Super Mario Bros. Однако более поздние источники вместо этого описывали их просто как друзей, включая серию «Mario & Sonic», содержащую несколько явных заявлений о том, что эти двое не связаны между собой.

## Описание персонажа

### Внешний вид
Имя «Валуиджи» — комбинация имени «Луиджи» и японского «warui» — «плохой» (дословно «Валуиджи» переводится как «плохой Луиджи»). Как и Варио для Марио, он — полная противоположность для Луиджи: он очень высокий и тощий, у него похожий на стручок перца ярко-розовый нос, оттопыренные остроконечные уши, выступающий треугольный подбородок и задранные кверху почти под прямым углом усы, походящие на буквы L. Одет чаще всего в тёмно-фиолетовую рубашку, чёрный с синим оттенком индиго комбинезон, оранжевые ботинки с острыми задранными кверху носами и кепку с перевёрнутой буквой L. Чаще всего изображается презрительно ухмыляющимся.

### Характер
Валуиджи комический и в то же время несчастный персонаж. Валуиджи завидует братьям Марио, особенно Луиджи, вследствие чего соперничает с ним во многих играх. Также Валуиджи завидует успеху Варио, пусть и не так сильно, чтобы соперничать с ним. Марио пытается поддерживать с ним, как и со всеми, хорошие отношения, к примеру, в Mario Тennis пытался остановить конфликт своего брата с Валуиджи. В своем выступлении в качестве основного антагониста в Dance Dance Revolution: Mario Mix, Валуиджи утверждает, что желает заполучить музыкальные ключи чтобы стать лучшим танцором в мире и использовать свою влиятельность для распространения хаоса и контроля над большинством. В Mario Powеr Tennis Варио и Валуиджи проиграли турнир братьям Марио, и, из-за обиды, объединились с Боузером, однако лишь всё испортили, из-за чего последний разорвал союз. Оригинальная биография Валуиджи в Mario Tennis также указала, что он стремился стать таким же популярным и любимым, как Братья Марио. Его празднования победы часто подчеркивают его слишком высокую самооценку и тщеславие.
Валуиджи был показан довольно скрытным и более циничным и скептическим по сравнению с другими персонажами, поскольку даже в его самых старых описаниях упоминается его эгоизм и его статус постороннего в Грибном Королевстве. Тем не менее, недавние игры подкрепили трудолюбивые и менее злые черты личности Валуиджи, как показано в Mario & Sonic at the Rio 2016 Olympic Games, он предупреждает игрока, что люди не будут его подбадривать вечно только потому, что он выигрывает медали, а в Mario Gold: World Tour он говорит персонажу игрока, чтобы он не позволял своей победе попасть в его головы, и что он должен быть честным с собой и счастливым, потому что он заслужил это. Кроме того, он отмечает, что его любимое занятие между раундами - просто отдыхать и веселиться.
Однако, несмотря на его самоуверенность, Валуиджи также характеризуется большим количеством жалости к себе, которую он иногда проявляет. По словам его актера озвучивания Чарльза Мартине, Валуиджи считает, что всё хорошее всегда происходит со всеми, кроме него, что вызывает у него большие разочарования. Его нелёгкая судьба порождает отрицательный характер.
Судя по мини-игре Waluigi's Reign с Game Boy Advance, которая происходит на стройплощадке, а Валуиджи в ней управляет чем-то напоминающим строительную технику, тому, что трассу Waluigi Pinball из серии Mario Kart построил он сам, а также, что транспортным средством Валуиджи в той же серии является экскаватор, Валуиджи является строителем по профессии.

### Умения
Благодаря своим длинным рукам и ногам Валуиджи хорошо стреляет из лука и плавает. Кроме того, как и у других персонажей, у него есть целый набор различных атак: от простых вроде прыжков, толчков и пинков до чудных и даже слегка сумасшедших, как то быстрое верчение вокруг своей оси, создающее небольшой торнадо, сотворение стен из колючих растений или же атака кнутом с шипами.

## Интересные факты
- Фанаты предполагают, что Валуиджи и Варио связаны с Прорабом Спайком из игры Wrecking Crew, поскольку и Валуиджи, и Спайк обладают скрытным характером, идентичными экскаваторами, а музыкальная тема Валуиджи в Dance Dance Revolution: Mario Mix[англ.] является ремиксом темы Спайка из Wrecking Crew. Также Спайк обладает чертами, общими для Варио у Валуиджи: розовый нос и заострённые уши. При этом Спайк ещё имеет подбородок с расщелиной, как у Варио. Фанаты предполагают, что Спайк может быть братом Варио и Валуиджи, либо же их отцом, однако ни одна из версий никогда не рассматривалась официальными источниками, а основана лишь на внешнем сходстве данных персонажей.
- Во время разработки Mario Tennis, разработчики рассматривали такие варианты имён для нового персонажа, как Джероджи, Джинани и Ваиджи.
- Когда создатели определились с именем для Валуиджи, первоначально на его кепке была буква «W», согласно первой букве его имени, но, поскольку она была такой же, как у Варио, они решили сделать ему буквы «W и L» друг над другом. Однако дизайнер персонажей Йоичи Котабэ сказал: «У Варио W — это перевернутая буква М от Марио, логотип Валуиджи должен быть перевёрнутой L от Луиджи». Таким образом логотип принял свой нынешний вид.[5]
- По совпадению, «Валуиджи» ранее появлялся в манга-адаптации игры Super Mario Land 2: 6 Golden Coins от Kodansha, но это был Луиджи, временно поддавшийся тёмной стороне, а не отдельный персонаж.[6]